# 가도 (철산군)
가도(椵島)는 평안북도 철산군 철산읍(광복 당시 행정구역상 백량면 가도동)에 속한 섬으로 철산반도에서 2 km 지점에 위치하는 섬이다.

## 개요
일명 가죽나무 섬이라고 하여 피도(皮島)라고도 하며, 면적 19.2km2. 해안선의 길이는 42.94km이다. 최고봉인 연대봉(333m)을 비롯한 여러 개의 구릉지가 분포하며, 소나무가 잘 자란다. 봄, 여름에 회유하는 난류성 어족이 풍부하여 좋은 어장을 이룬다. 주민은 대체로 반농반어로 생활하며, 농산물로는 콩·옥수수·쌀 등이 생산된다. 주위에 대화도, 무군장도 그리고 두어 개의 돌섬이 존재한다. 오늘날에도 적은 수의 인구가 가도에서 생활하고 있으며, 주로 어업에 종사한다.

## 상세
이익의 《성호사설》 제2권 〈천지문〉(天地門)에는 가도를 다음과 같이 설명하고 있다.
| “ | 가도(椵島)는 가죽섬[皮島]이다. 가수(椵樹)란 우리 말의 가죽나무다. 지금은 삼화현(三和縣)에 속하며 50리 밖의 바닷 속에 있다. 고려 원종 10년에 임연이 왕을 쫓아내고 안경공(安慶公) 창(淐)을 세웠을 때에 최탄(崔坦), 한신(韓愼), 이연령(李延齡), 계문비(桂文庇), 현효철(玄孝哲) 등이 임연을 토벌한다는 명목 아래 무리들을 모집하여 들어가서 섬의 병영을 점령하고 분사어사(分司御史) 심원준(沈元濬)과 감창(監倉) 박수혁(朴守奕)과 경별초(京別抄) 등을 죽이고 몽고에 가서 허위로 보고하기를, “고려에서 북계(北界) 모든 성에 있는 사람을 모조리 죽이려 한다.” 하였다. 몽고의 황제는 그에게 금패(金牌)를 주고 조서를 내리어 그곳을 몽고에 편입시키고 명칭을 동녕부(東寧府)라 하고 자비령(慈悲嶺)을 경계선으로 확정하고 탄(坦)을 총관(總管)에 임명하고 군대 3천 명을 서경(西京)에 보냈다. 뒤에 왕이 복위하여 여러 성을 반환해 줄 것을 요청하였으나 허락하지 아니하다가 16년에 이르러 황제는 동녕부를 폐지하고 서북 지방의 여러 성을 모두 반환하고 탄은 처형하였다. 이곳은 또 근세에 모문룡이 점령했던 땅이다. 고려 왕조부터 병영을 설치했다가 반란군들에게 점거된 곳이다. 지금 《여지승람》에는 그 전말을 기술했어야 할 터인데도 빠져 있기 때문에 일부러 수록한다. | ” |

1622년 14년 광해군은 모문룡을 가도에 머물게 했는데, 그는 이곳에 진을 치고 동강진(東江鎭)이라고 이름짓고, 명군과 난민 1만여명을 받아들여 이곳을 기지화 시켰다. 그는 조선으로부터 식량을 지원받고, 명으로부터 무기를 지원받아 후금의 후방을 교란한다. 결국 가도로부터 발생한 금의 후방 불안은 정묘호란과 병자호란의 가장 큰 직접적인 원인이 된다.
모문룡은 미신적인 발상에서 가도와 목미도의 이름을 멋대로 뜯어고쳐, 가도를 피도(皮島)로, 목미도를 운종도(雲從島)로 고쳤다. 모문룡은 자신의 성인 ‘모(毛-터럭)’는 ‘가죽(皮)’이 없으면 붙어있을 수 없다는 이유로 가도를 피도로 바꾸었다. 또 자신은 ‘용(龍)’인데 ‘용은 구름 속으로부터(雲從) 나온다.’는 속설에 따라 목미도를 운종도로 바꾸었다.
이익은 성호사설의 여러 권을 통해서 가도를 설명했고, 성호사설 18권 경사문(經史門)에서는 모문룡과 함께 가도를 설명했다.
1629년 6월 30일 모문룡은 원숭환에 의해 제거를 당한다. 이듬해인 1630년 숭정 3년 4월 12일 유흥치가 진계성(陳繼盛)과 흠차통판 유응학 등 100여명을 살해하고 가도로 도망온다. 유흥치는 홍타이지와 내통을 하여 명나라를 골치 아프게 하여, 1631년 등래 총병 황용을 보내 가도를 정벌하게 해서, 그를 제거하고 심세괴가 그곳에 주둔한다.
1637년 인조 15년 병자호란에서 패배한 조선 조정은 수군을 지원하여 조청연합군을 결성한다. 1637년 4월 9일 조선은 임경업을 수장으로 하여 가도 토벌에 조선 군사를 동원한다. 조청연합군은 철산 앞바다를 출발하여 총공격하여, 당시 가도의 도독 심세괴(沈世魁)가 군민 5만여명을 이끌고 방어를 하고 있던 가도를 공격하였다. 결국 심세괴는 죽었고, 동강진은 붕괴되었다.

## 같이 보기
- 모문룡
- 탄도(炭島)
- 대화도(大和島)